# تباک
تَباک یا سباک در شاهنامه شاهزاده جهرم و از نزدیکان اردشیر بابکان بود. طبق برخی نسخ شاهنامه تدبیر و دوراندیشی او و مردان رزم‌آور جهرم که به یاری اردشیر برخاسته بودند، منجر به شکست اردوان و برقراری پادشاهی اردشیر بر ایران شد.

## نام
نام تباک در کارنامه اردشیر پاپکان به پهلوی «بواک» و «بونک» خوانده می‌شود و در هر حال حرف اول آن «ب» است نه «ت» و بنابراین «بناک» اصح است. در برخی از نسخ شاهنامه از او به نام «سباک» یاد شده است.

## در شاهنامه
اردشیر پس از فرار از دربار اردوان همراه با یک کنیز و سپاهیانی که در راه جمع کرده بود به سوی استخر که مقر بهمن بود، رفت. در آنجا تباک با هفت پسرش و لشکری فراوان به اردشیر پیوست:
| یکی نامور بود نامش تباک    |  | ابا آلت و لشکر و رای پاک      |
| که بر شهر جهرم بد او پادشا |  | جهاندیده با داد و فرمانروا    |
| مر او را خجسته پسر بود هفت |  | چو آگه شد از پیش بهمن برفت    |
| ز جهرم بیامد سوی اردشیر    |  | ابا لشکر و کوس و با دار و گیر |

اردشیر او را ستود اما در دل نگران بود. تباک دریافت که اردشیر به او بدبین است نزد او رفت و پس از سوگند یاد کردن به اوستا و زند گفت که از اردوان به تنگ آمده و وقتی آوازه او را شنیده به نزدش آمده:
| پراندیشه شد نامجوی از تباک |  | دلش گشت زان پیر پر بیم و باک |
| جهاندیده بیدار دل بود پیر  |  | بدانست اندیشهٔ اردشیر         |
| بیامد بیاورد استا و زند    |  | چنین گفت کز کردگار بلند      |
| نژندست پرمایه جان تباک     |  | اگر دل ندارد سوی شاه پاک     |
| چو آگاهی آمد ز شاه اردشیر  |  | که آورد لشکر بدین آبگیر      |
| چنان سیر سر گشتم از اردوان |  | که از پیرزن گشت مرد جوان     |

سپس اردشیر به او اعتماد کرد و با لشکریان فراوان به جنگ بهمن رفت. بهمن در این جنگ شکست خورد و فرار کرد. اردوان با خبردار شدن از این رخداد، از گیل و دیلم سپاهی جمع کرد و به جنگ اردشیر رفت. این سپاه نیز شکست خورد و اردوان نیز اسیر و به دستور اردشیر کشته شد. تباک پیکر اردوان را پاک کرد و با احترام در دخمه‌ای قرار داد:
| برفت از میان بزرگان تباک |  | تن اردوان را ز خون کرد پاک |
| خروشان بشستش ز خاک نبرد  |  | بر آیین شاهان یکی دخمه کرد |
| به دیبا بپوشید خسته برش  |  | ز کافور کرد افسری بر سرش   |

تباک سپس به اردشیر پیشنهاد داد تا با دختر اردوان ازدواج کند و وارث او شود. اردشیر نیز با او موافقت کرد. احتمالاً نام این دختر مورود بانو بود.
| وزان پس بیامد بر اردشیر      |  | چنین گفت کای شاه دانش‌پذیر       |
| تو فرمان‌بر و دختر او بخواه   |  | که با فر و برزست و با تاج و گاه |
| به دست آیدت افسر و تاج و گنج |  | کجا اردوان گرد کرد آن به رنج    |
| ازو پند بشنید و گفتا رواست   |  | هم اندر زمان دختر او بخواست     |